# Bolschewik (Traktor)
Bolschewik war der Name eines in der Sowjetunion von 1924 bis 1930 im Obuchow-Werk in Leningrad hergestellten Raupenschleppers, der vor allem als Zugfahrzeug für Geschütze eingesetzt wurde.

## Geschichte
Im Jahr 1922 bestellte die Sowjetunion bei der Holt Manufacturing Company in den USA eine Anzahl von 5-Tonnen-Kettenzugmaschinen des Typs T-11, auch als 25–40 bezeichnet. Die technischen Daten dieses Fahrzeugs werden wie folgt angegeben: Gewicht 4,25 Tonnen, Länge 3,15 m, Breite 1,60 m, Höhe 1,63 m, wassergekühlter Vierzylindermotor mit 7 Liter Hubraum (120,7 × 152,4 mm) mit einer Leistung von ca. 35,5 HP. Die Zugleistung betrug umgerechnet etwa 2,5 Tonnen im ersten und 1,6 Tonnen im zweiten Gang.
Nachdem die Fahrzeuge umgehend aus den USA geliefert waren, wurden sie in der Sowjetunion genau untersucht, um den Typ als Vorbild für eine eigene Schlepperproduktion zu nutzen. Die Militärs bemängelten vor allem den zu lauten Motor, ferner die fehlende Ladefläche und Panzerung. Ersterer Mangel konnte durch einen schalldämpfenden Auspuff teilweise behoben werden, letztere beiden Mängel konstruktionsbedingt nicht. Ein Prototyp war im August 1924 fertig. Er glich seinem amerikanischen Vorbild äußerlich zum Verwechseln. Seine Einzelteile jedoch waren von Zoll- auf metrische Maße umgestellt: So betrug beispielsweise die Bohrung jetzt 121 mm und der Hub 152 mm. Dieser Prototyp wurde im September und Oktober 1924 Vergleichstests mit anderen Traktoren, nämlich den Raupenschleppern Hanomag WD 25 und WD 50, ferner den Radschleppern Pavesi P4, Fordson Model F, Stoewer C3 und Rumely unterzogen, wobei der „Bolschewik“ vergleichsweise gut abschnitt. Daraufhin gab man den Schlepper in die Serienproduktion, 1925 löste er in den Obuchow-Werken in Leningrad die Herstellung der bis dahin nachgebauten Halbkettenzugmaschinen Holt 75 ab. 1925 entstanden vier Serien des Bolschewik mit zusammen 51 Stück, in den folgenden Jahren jeweils kleine Serien von 10 bis 20 Stück pro Jahr. 1930 wurde die Produktion zugunsten einer vermehrten Panzerproduktion eingestellt. Insgesamt dürften daher etwa 100 bis 150 Bolschewik-Traktoren gebaut worden sein.
Der ab 1924 gebaute Kommunar (Traktor) wurde auf ähnliche Weise entwickelt, basierte jedoch auf dem Hanomag WD 50 und war schwerer als der Bolschewik.

## Technische Daten
Der 6991 cm³ Hubraum messende Vierzylindermotor leistete 40 PS bei 1050/min, die Zylinder waren paarweise gegossen. Das Kurbelgehäuse bestand aus Aluminium. Der Motor war wassergekühlt, der Kühlwasservorrat betrug 35 Liter. Das unsynchronisierte Getriebe hatte drei Vorwärtsgänge und einen Rückwärtsgang, die Höchstgeschwindigkeit im 1. Gang betrug 2,3 km/h, im 2. Gang 4,5 km/h, im 3. Gang 10,5 km/h, ein Gangwechsel während der Fahrt war nicht möglich. Das Gesamtgewicht wird mit 4,6 Tonnen angegeben, die Länge mit 3,40 m, die Breite mit 1,60 m, die Höhe mit 1,80 m, die Zugleistung im 1. Gang mit 2,5 Tonnen; der Schlepper war also bei gleicher Leistung etwas größer und schwerer als sein amerikanisches Vorbild. Der Tank fasste 190 Liter. Teilweise waren die Schlepper mit einer Riemenscheibe ausgestattet.
Als immer wieder auftretende Mängel wurden 1930 moniert: Die Motoren waren sehr wartungsintensiv, regelmäßig waren sie von Kohlenstoffablagerungen zu reinigen. Federn und Rollen des Laufwerks, aber auch Ketten einschließlich Stiften waren häufig auszuwechseln.
Der Traktor hatte einen Stahlgussrahmen. Das Fahrwerk bestand aus hinterer Antriebs- und vorderer Führungsrolle, ferner 6 Laufrollen, zu 2 Gruppen zu je 3 Stück zusammengefasst, die jeweils an einer horizontal schwenkbaren Führungsschiene aufgehängt waren, ferner vier Stützrollen. Die Ketten hatten jeweils 40 Glieder und waren 278 mm breit, zur besseren Traktion in schlüpfrigem Boden konnten zusätzlich Stahlklauen montiert werden. Die Spurweite wird mit 1,25 m angegeben. Die Lenkung erfolgte über Lenkhebel, mit deren Hilfe eine der beiden Ketten bis zum Stillstand abgebremst werden konnte, sodass das Fahrzeug auf der Stelle wenden konnte.

## Verwendung
Die Zugmaschine soll bei Artillerie, Pionieren und Panzertruppe verwendet worden sein. Aufgrund ihrer Zugleistung (2,5 Tonnen im 1., 1,6 Tonnen im 2. Gang) konnte sie eigentlich nur zum Ziehen von leichten Feldgeschützen wie auch von Pontonwagen (bei den Pionieren) verwendet werden, also Fahrzeugen, die in der Roten Armee noch bis 1945 üblicherweise von Pferden bewegt wurden. 1930 waren ausweislich der russischen Quellen das 110. und das 120. Artillerieregiment, das 127. Schützenregiment und das 3. Panzerregiment mit Bolschewik-Kettenzugmaschinen ausgerüstet. Beim 110. und 120. Artillerieregiment dürfte es sich um Formationen gehandelt haben, die, um schneller verlegen zu können, voll motorisiert (statt, wie sonst damals noch bei der Feldartillerie allgemein üblich, mit Pferden bespannt) waren. Im 127. Schützenregiment, das offenbar auch motorisiert war, wie auch im 3. Panzerregiment könnten die Schlepper zum Ziehen von Begleitbatterien verwendet worden sein; zum Bergen der damaligen russischen Panzer (der T-18 wog fast 6 Tonnen) war ihre Leistung zu gering.
Daneben wurden sie in der Landwirtschaft eingesetzt, wobei allerdings ausdrücklich erwähnt wird, dass sie im Kriegsfall zu militärischen Zwecken beschlagnahmt werden konnten – ein noch bis mindestens zum Ende des Zweiten Weltkrieges in allen Staaten völlig normaler Vorgang.
Es gibt weiter Bilder des Bolschewik als Zugmittel des schweren Bombers Tupolew TB-3.
Schon im Spanischen Bürgerkrieg wurde der Bolschewik nicht mehr verwendet. Spätestens in der zweiten Hälfte der 1930er Jahre dürften die letzten Bolschewik-Raupenschlepper infolge Überalterung ausgemustert worden sein, in den Frontbeständen der Roten Armee im Sommer 1941 werden sie nicht mehr aufgeführt.
Nach derzeitigem Kenntnisstand ist kein Bolschewik-Traktor erhalten geblieben.

## Andere Bolschewik-Schlepper

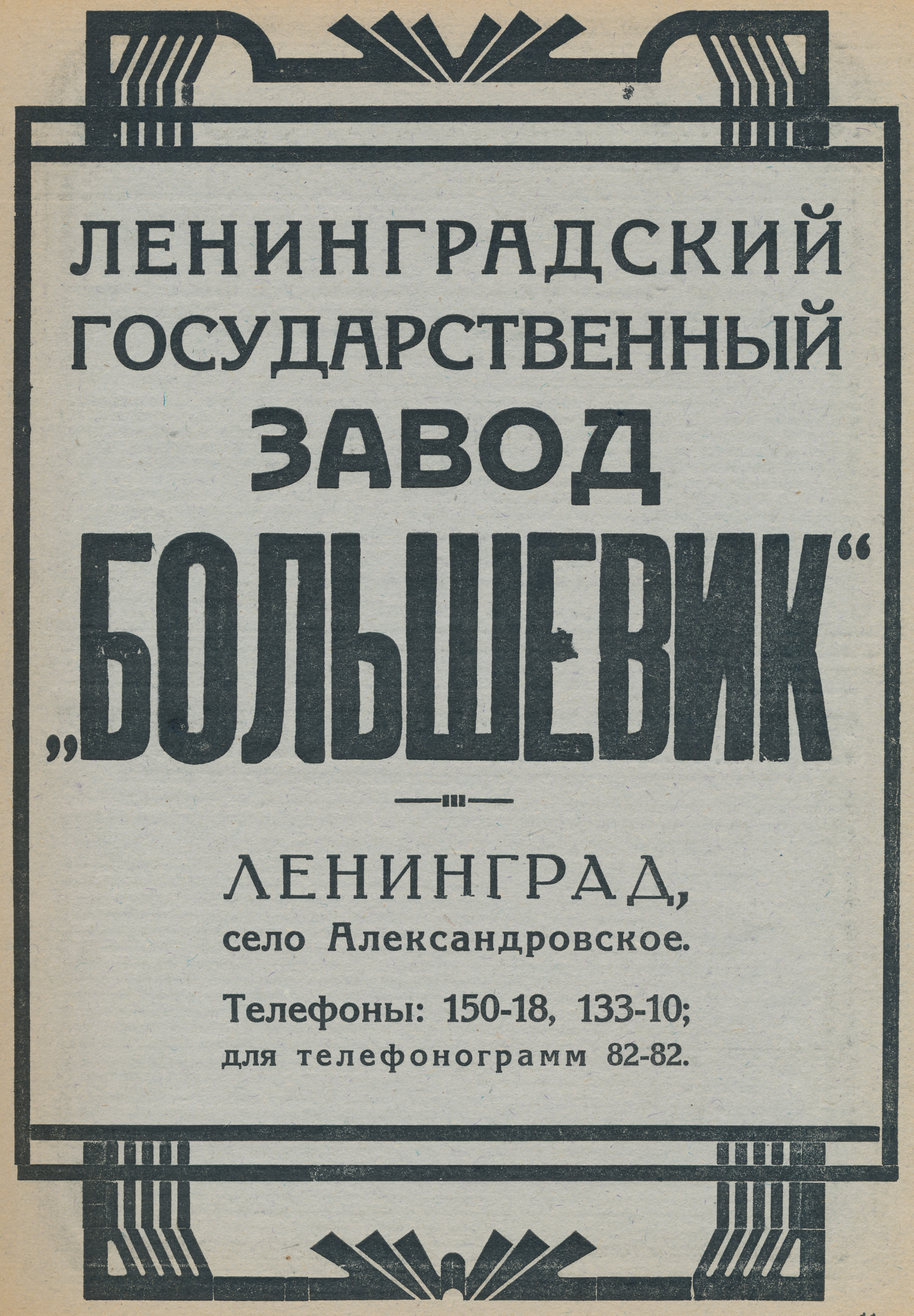
Werksplakat der Petrograder staatlichen Waffenoptik- und Stahlgießerei „Bolschewik“ (org. russ.)

Siemer schreibt von 3 Typen des Bolschewik, gebaut ab 1919: Zugkraft jeweils 10 Tonnen, 2,5 Tonnen und 1,5 Tonnen. Zunächst ist festzuhalten, dass das Obuchow-Werk nach der Oktoberrevolution in „Bolschewik-Werk“ (Fabrik Nr. 232) umbenannt wurde und alle seine Produkte in der Folgezeit auch „Bolschewik“ genannt wurden. Beim Zehntonnentyp dürfte es sich um den Nachbau des Holt 75 handeln, beim Fünftonner um den oben beschriebenen Typ, wobei Siemer beim Produktionsbeginn ("1919") irrte. Zumindest zeigen die Abbildungen bei Siemer den hier behandelten Schleppertyp. Der 1,5-Tonner dürfte ein Kleintraktor gewesen sein, der irgendwann in der Zeit zwischen 1919 und 1923 gebaut wurde, und von dem folgenden Daten genannt sind: Motor Vierzylinder, 1791 cm³, 12 PS, 1,80 m lang, 1,20 m breit, 1,40 m hoch, und der vermutlich ein Prototyp blieb.